# Discoverer–19
A Discoverer–19 (1960 TAU) amerikai felderítő műhold. A MIDAS teszt ellenőrzését segítette.

## Küldetés
Corona egy amerikai felderítő műhold-rendszer volt, amelyet a légierő (USAF) segítségével a CIA tudományos és technológiai igazgatósága üzemeltetett. A korai Corona kilövéseket a Discoverer–űrprogram mögé rejtették. Részben tudományos-technikai kísérletekre, illetve felderítési célokra alkalmazták.

## Jellemzői
1960. december 20-án a légierő Vandenbergben lévő indítóállomásáról egy Thor-Agena B hordozórakétával indították Föld körüli pályára. Orbitális magasságban a hordozóeszköz utolsó fokozatát pneumatikus nitrogénsugarak (hideg-gázrakéták) segítségével fordították meg, illetve állították a tervezett pályára. A műholdat beépítették az utolsó fokozatba. A műhold alakja kúp, amelyhez a rakétafokozat hengere kapcsolódik. Horizontérzékelő berendezése segítségével stabilizálták hossztengelye mentén.  Az energiát nikkel-kadmium akkumulátorok biztosították. A mérési adatokat két, különböző frekvencián működő rádióadó továbbította a földi vevőállomásokra. A műhold pályája 93 perces, 83,4 fok hajlásszögű (sarki pálya), elliptikus pálya perigeuma 209 kilométer, az apogeuma 631 kilométer volt. Az utolsó rakétafokozat 1,5 méter átmérőjű, 5,85 méter hosszú, tömege 3850 kilogramm. A műszeregység tömege 1060 kilogramm, ami megegyezett a MIDAS felderítő műhold kísérleti, teszt példányával. Aktív szolgálatát befejezve 1961. január 23-án a Föld légkörében elégett.

## Külső hivatkozások
- Discoverer–19. nasa.gov. (Hozzáférés: 2012. november 24.)

| Elődje: Discoverer–18 | Discoverer műholdak 1959–1962 | Utódja: Discoverer–20 |